# Reddis
Reddis is een historisch merk van motorfietsen.

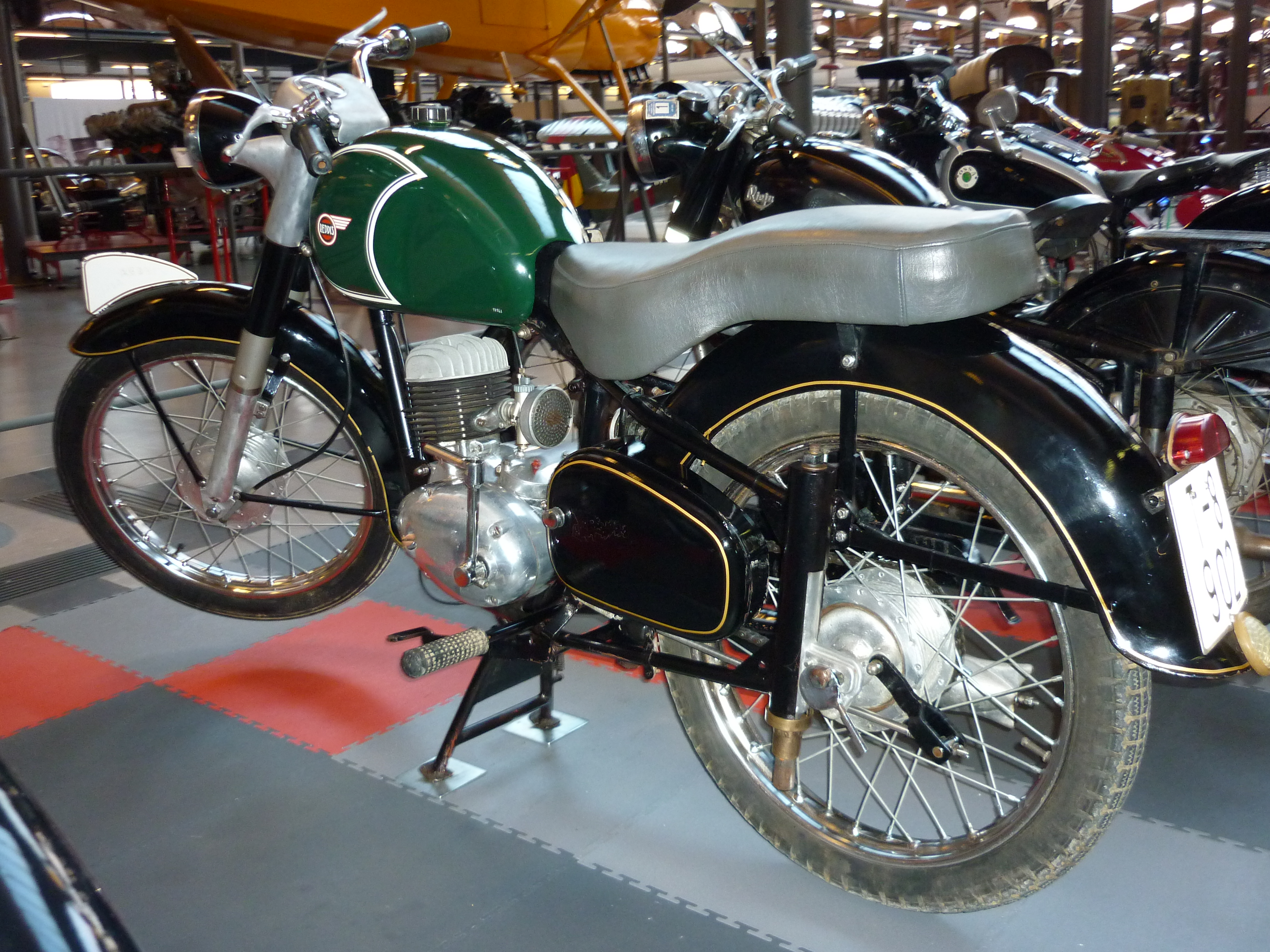
Reddis 125 uit 1958

De bedrijfsnaam was Motocicletas Reddis, Gamoto S.A, Reus.
Kleine Spaanse fabriek waar van 1957 tot 1960 124 cc tweetakt-motorfietsen gemaakt werden.